# 6655 Nagahama
6655 Nagahama este un asteroid din centura principală de asteroizi.

## Descriere
6655 Nagahama este un asteroid din centura principală de asteroizi. A fost descoperit pe 8 martie 1992 la Dynic de Atsushi Sugie. El prezintă o orbită caracterizată de o semiaxă mare de 3,00 ua, o excentricitate de 0,08 și o înclinație de 10,8° în raport cu ecliptica.